# Петров Едуард Георгійович
Петров Едуард Георгійович (нар. 04 лютого 1938 — пом. 20 лютого 2015) — доктор технічних наук, професор, завідувач кафедри системотехніки (1976—2013) Харківського національного університету радіоелектроніки (ХНУРЕ), Відмінник освіти України.

## Біографія

Фото пам'ятної плити Петрова Едуарда Георгійовича на колумбарії Другого міського кладовища Харкова.

Едуард Петров народився 04 лютого 1938 року.
У 1971 році захистив кандидатську дисертацію, а у 1984 році став доктором технічних наук за спеціальністю технічна кібернетика.
У період з 1976 р. по 2013 р. він був завідувачем кафедри системотехніки.
З 1985 р. по 1991 р. Едуард Петров — проректор з наукової роботи університету.
Упродовж 2001—2003 років він обіймав посаду декана факультету комп'ютерних наук.
Помер 20 лютого 2015 року. Після смерті його було кремовано і поховано на колумбарії Другого міського кладовища Харкова.

## Наукова робота
Едуардом Петровим були розвинені:
- теорія прийняття багатокритеріальних рішень;
- створення формалізованих засобів системного аналізу процесу проектування складних інформаційних систем[2].

За час своєї трудової діяльності він підготував понад 40 кандидатів наук та був науковим консультантом 8 докторантів..

## Наукові та технічні досягнення
- 1974 — технічний проект Харківської обласної мережі ОЦКК,
- 1978 — створення баз даних паспортів житлових будинків лівобережної України,
- 1988 — програмно-технічний комплекс «Планування капітальних і профілактичних ремонтів на інженерних мережах міста» Ленінград,
- 1990 — технічний проект на проектування ІАС, як типової ланки загальнодержавної системи,
- 1991 — розробка та створення ЛОМ міськвиконкому, Йошкар-Ола,
- 1992 — розробка АРМ структурних підрозділів міськадміністрації, Йошкар-Ола,
- 1993 — програмний комплекс «Документообіг»,
- 1994 — проекти: «Монтаж і введення в експлуатацію локальної мережі і АРМ», «Розробка автоматизованого документообігу», Йошкар-Ола,
- 1995 — розробка автоматизованого документообігу, Йошкар-Ола,
- 1996 — пусковий програмно-технічний комплекс інформаційно-аналітичної системи «Міськвиконком», Йошкар-Ола, Марій Ел,
- 1997 — створення Харківської регіональної інформаційно-аналітичної підсистеми з питань надзвичайних ситуацій,
- 1998 — розробка та впровадження автоматизованої системи реєстрації, узгодження та контролю документообігу секретаріату облдержадміністрації,
- 2000 — розробка концепції на програму інформатизації Харківської області,
- 2001 — технічний проект на створення пускового комплексу Харківської регіональної підсистеми урядової та інформаційно-аналітичної системи з питань надзвичайних ситуацій,
- 2001 — пусковий комплекс Харківської регіональної підсистеми урядової та інформаційно-аналітичної системи з питань надзвичайних ситуацій,
- 2001 — проектування та монтаж локальних мереж у відділеннях та управліннях Держказначейств міст та районів Харківської області,
- 2003 — додаткові дослідження принципів побудови та функціонування ДІІС забезпечення управління рухомими об'єктами (зв'язок, навігація, спостереження) по авіаційному транспорту,
- 2006 — розробка організаційно-функціональної та інформаційної структури ДІІС, визначення її інформаційних ресурсів,
- 2008 — розробка принципів і програмних засобів системи підтримки прийняття рішень в умовах невизначеності для технологічних і організаційних систем.

## Творчий доробок
Едуард Петров автор близько 200 наукових праць: 19 монографій і навчальних посібників, 155 статей і доповідей і 5 винаходів і патентів.

## Нагороди та відзнаки
- медаль «Ветеран праці»;
- ювілейна медаль «За доблестный труд. В ознаменование 100-летия со дня рождения Владимира Ильича Ленина»;
- почесна грамота Міністерства освіти і науки України;
- нагрудний знак «Відмінник освіти України».